# Rosa Spier
Rozalie (Rosa) Spier (Den Haag, 7 november 1891 – Amsterdam, 8 juli 1967) was een Nederlands harpiste.
Ze was dochter van koopman Wolf Spier en Sientje Polak. Rozalie Spier trouwde op 26 april 1917 met correspondent Jean Adrianus Albertus Josephus Beek.
Spier kreeg al op jonge leeftijd belangstelling voor muziek. Ze studeerde op het Koninklijk Conservatorium in Den Haag bij mevrouw Antoinette Rutters (harplerares aldaar tussen 1903 en 1913). Spier was dermate getalenteerd dat haar begeleiders haar al op haar dertiende voor het eerst het concertpodium op stuurden.
Na die opleiding nam ze lessen bij Otto Müller, soloharpist bij de Berliner Philharmoniker. Het was het begin van een muzikale loopbaan, waarbij ze afwisselend in dienst was van een orkest en voor eigen risico als soliste haar diensten aanbood. Ze was al vanaf haar veertiende  werkzaam als tweede harpiste in het Residentie Orkest, tussen 1910 en 1912 in de Arnhemse Orkestvereniging, een jaar in het Utrechts Stedelijk Orkest, vanaf 1913 terug bij het Residentieorkest, vanaf 1926 het Hollandsche Instrumentaalkwartet en vanaf 1932 in het Concertgebouw Orkest, waarmee ze tussen 1932 en 1948 vijftien soloconcerten gaf. Toen in mei 1941 onder druk van de Duitse bezetter alle Joodse musici in symfonieorkesten werden ontslagen, verloor ook zij haar baan. In september 1941 speelde ze enige tijd bij het Joodsch Symphonie Orkest. Ze stond op de lijst van Frederiks en kwam in het Joods tehuis op Landgoed Schaffelaar terecht en van daaruit in concentratiekamp Kamp Westerbork. Haar huis werd "gepulst" (leeggehaald), waarbij een buurtbewoner zich over de harp ontfermde. In september 1944 werd ze op transport gesteld naar het concentratiekamp Theresienstadt. In februari 1945 werd ze uitgewisseld en kon ze naar Zwitserland vertrekken.
Eenmaal terug in Nederland was ze al haar bezittingen kwijt, behalve die harp, die door de buurman was bewaard. Tussen 1945 en 1956 speelde ze in het Radio Filharmonisch Orkest; ze woonde inmiddels in Hilversum. Het musiceren combineerde ze met lesgeven aan conservatoria in Den Haag (van 1913 tot aan 1941 en vanaf 1945 tot minstens 1955), Amsterdam en Rotterdam. Bovendien nam ze deel aan schoolconcerten en gaf lezingen. Een van haar leerlingen was Phia Berghout, haar latere opvolger als promotor voor de harp en degene aan wie ze haar harp heeft verkocht. Ook heeft ze enkele composities voor harp geschreven, waaronder de Impressions on Saul and David ter ondersteuning van het Bijbelverhaal in een serie ondersteuningsmuziek voor voordrachten van Willem Berkhemer. Sommige componisten schreven werken voor haar, zoals Leo Smit (Harpconcert) en Sem Dresden (Sonate voor fluit en harp).
Tot op hoge leeftijd bleef ze concerten geven, hoewel haar lichamelijke gesteldheid (beroepsgerelateerde klachten aan de rug) haar dat steeds moeilijker maakte. Vanuit deze constatering begon ze ideeën te ontwikkelen en plannen te maken voor een woongemeenschap, waar oudere kunstenaars en intellectuelen elkaar kunnen inspireren. Die omgeving is er in 1969 gekomen, het naar haar genoemde Rosa Spier Huis in Laren. Spier heeft de opening daarvan niet meer mogen meemaken. Zij stierf twee jaar eerder. Dat het huis er is gekomen, is voor een groot deel te danken aan de inspanningen van haar vriendin Henriette Polak-Schwarz.
Rosa Spier overleed in het tehuis van de Elisabeth Otter-Knoll Stichting aan het Eikenplein 2-22 te Amsterdam. Ze werd begraven op de begraafplaats Westerveld in Driehuis (Velsen).
Schilder Johan Hendrik van Mastenbroek schilderde haar en haar harp in 1923. De biografie Weg van de harp over Rosa Spiers leven, geschreven door Regina Ederveen, is gepubliceerd in juli 2011 bij uitgeverij Cantique te Rijssen. In 2020 werd haar naam opgenomen in het Gedenkteken Joodse Musici in het Concertgebouw; een postuum eerbetoon van het orkest aan de tijdens de arisering ontslagen orkestleden.
- Biografisch Portaal: 78577259
- Gemeinsame Normdatei: 1021186694
- International Standard Name Identifier: 0000 0003 6740 0415
- Library of Congress Control Number: n2012043104
- Nederlandse Thesaurus van Auteursnamen: 337150389
- Virtual International Authority File: 232598042
- WorldCat: E39PBJvcYtbKjhWVm3P4k3myBP